# 察隅烙铁头蛇
察隅烙铁头蛇（学名：Ovophis zayuensis）为蝰科烙铁头属的爬行动物，俗名山烙铁头蛇察隅亚种。在中国大陆，分布于西藏等地，其标本采集在阔叶林下。该物种的模式产地在西藏察隅。其种加词“zayuensis”意为“西藏察隅的”。

## 保护
本种于2023年被收录入《有重要生态、科学、社会价值的陆生野生动物名录》。